# Бромид иридия(IV)
Бромид иридия(IV) — неорганическое соединение,
соль металла иридия и бромистоводородной кислоты с формулой IrBr4,
синие кристаллы,
реагирует с водой.

## Получение
- Растворение оксида иридия(IV) в бромистоводородной кислоте:

{\displaystyle {\mathsf {IrO_{2}+4HBr\ {\xrightarrow {0^{o}C}}\ IrBr_{4}+2H_{2}O}}}

## Физические свойства
Бромид иридия(IV) образует синие расплывающиеся кристаллы,
реагирует с водой,
растворяется в этаноле.

## Химические свойства
- Реагирует с водой:

{\displaystyle {\mathsf {IrBr_{4}+4H_{2}O\ {\xrightarrow {}}\ Ir(OH)_{4}+4HBr}}}
- Разлагается при нагревании:

{\displaystyle {\mathsf {IrBr_{4}\ {\xrightarrow {T}}\ Ir+2Br_{2}}}}